# Johann Peter Salomon
Johann Peter Salomon (ochrzczony 20 lutego 1745 w Bonn, zm. 28 listopada 1815 w Londynie) – niemiecki skrzypek, kompozytor i impresario.

## Życiorys
Urodził się w tym samym domu, co Ludwig van Beethoven. Był synem Philippa Salomona, członka zespołu obojowego na dworze w Bonn. W 1758 roku sam został członkiem kapeli dworskiej. Od 1764 do około 1780 roku przebywał na dworze księcia Henryka w Rheinsbergu i Berlinie jako koncertmistrz i nadworny kompozytor. Około 1780 roku wyjechał do Paryża, skąd niedługo potem udał się do Londynu. W 1781 roku dał pierwszy publiczny koncert w londyńskim Covent Garden Theatre. Zdobył sobie sławę jako solista i kameralista, od 1783 roku organizował też koncerty abonamentowe. Był ważnym animatorem życia muzycznego, dbając o wysoki poziom wykonawczy sprowadził do Anglii wielu włoskich śpiewaków, nakłonił też do przyjazdu do Londynu Josepha Haydna, któremu zlecił napisanie 6 symfonii, znanych dzisiaj jako „symfonie londyńskie” lub „symfonie Salomona”. W 1813 roku został jednym z założycieli Philharmonic Society i poprowadził jego pierwszy koncert. Został pochowany w opactwie Westminsterskim.
Zajmował się także komponowaniem, chociaż żadne z jego dzieł nie zdobyło sobie trwałego miejsca w repertuarze. Napisał opery Les Recruteurs (wyst. Rheinsberg 1771), Le Séjour du bonheur (wyst. Berlin 1773), Titus (wyst. Rheinsberg 1774), La Reine de Golconde (wyst. Rheinsberg 1776) i Windsor Castle, or The Faid Maid of Kent (wyst. Londyn 1795), oratorium Hiskias (wyst. 1779), ponadto pieśni, koncerty skrzypcowe, tria smyczkowe, kwartety smyczkowe, sonaty na skrzypce i wiolonczelę.